# Cascate Nugget
Le cascate Nugget sono un insieme di cascate a valle del ghiacciaio Mendenhall a circa 19 km dal centro di Juneau, capitale dell'Alaska, nella zona sud-orientale dello stato.

## Caratteristiche fisiche della cascata
La cascata si forma dal soprastante ghiacciaio Nugget ed è alimentata dal Nugget Creek e scende per 115 metri con due salti di 30 metri e 85 metri nel lago formato dal ghiacciaio Mendenhall. Prima della regressione del ghiacciaio la cascata cadeva direttamente sul fianco del ghiacciaio.

## Galleria d'immagini

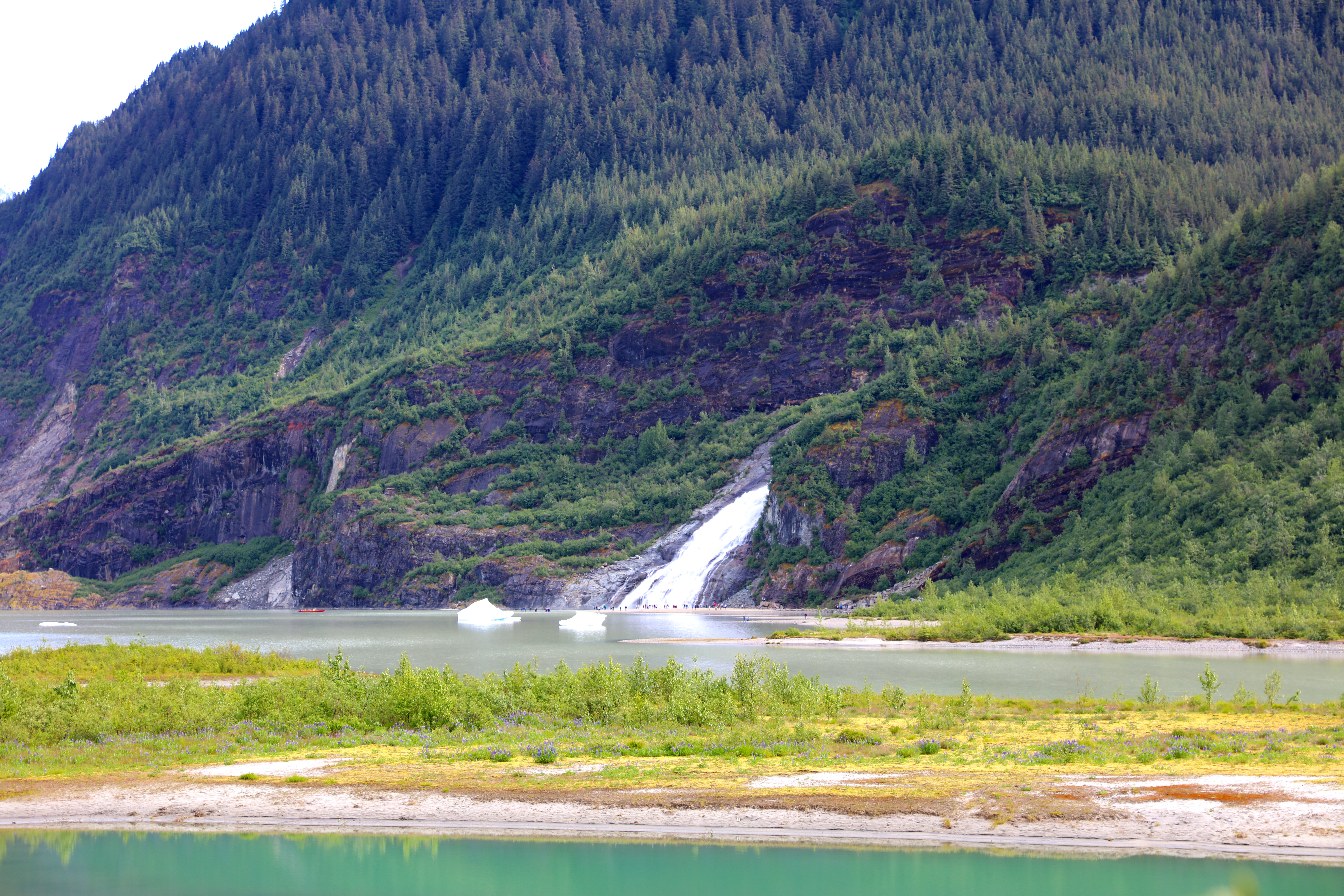
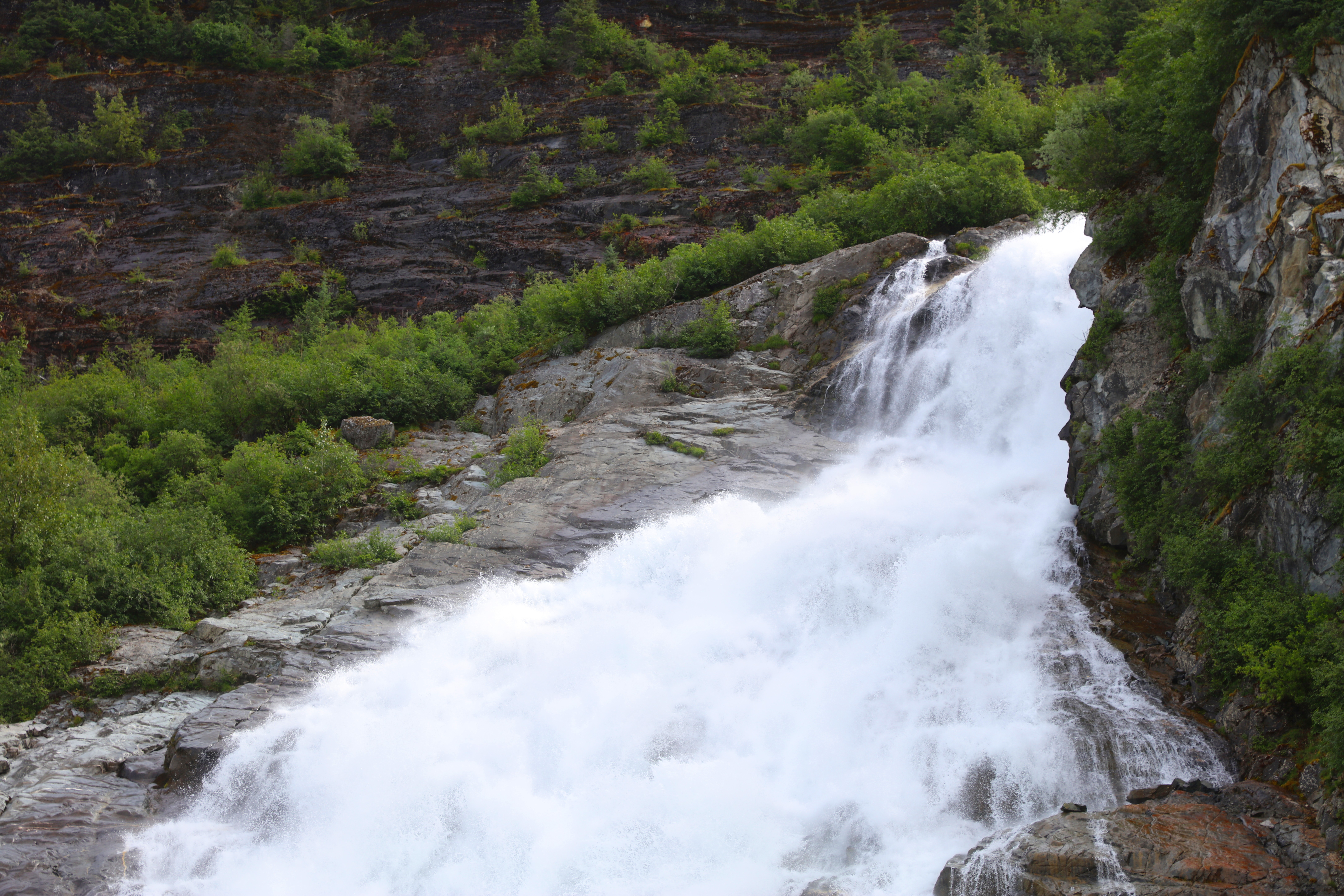
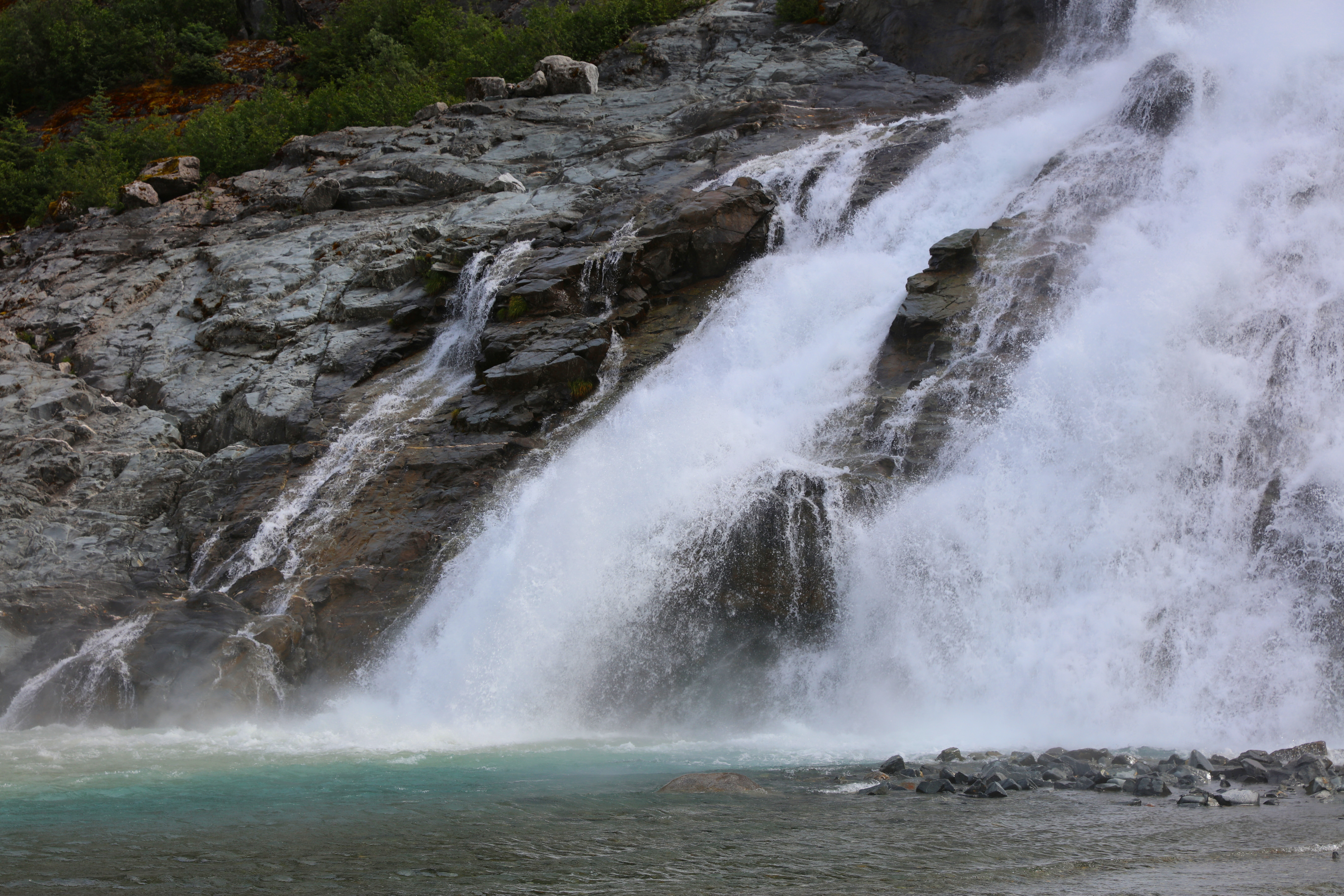
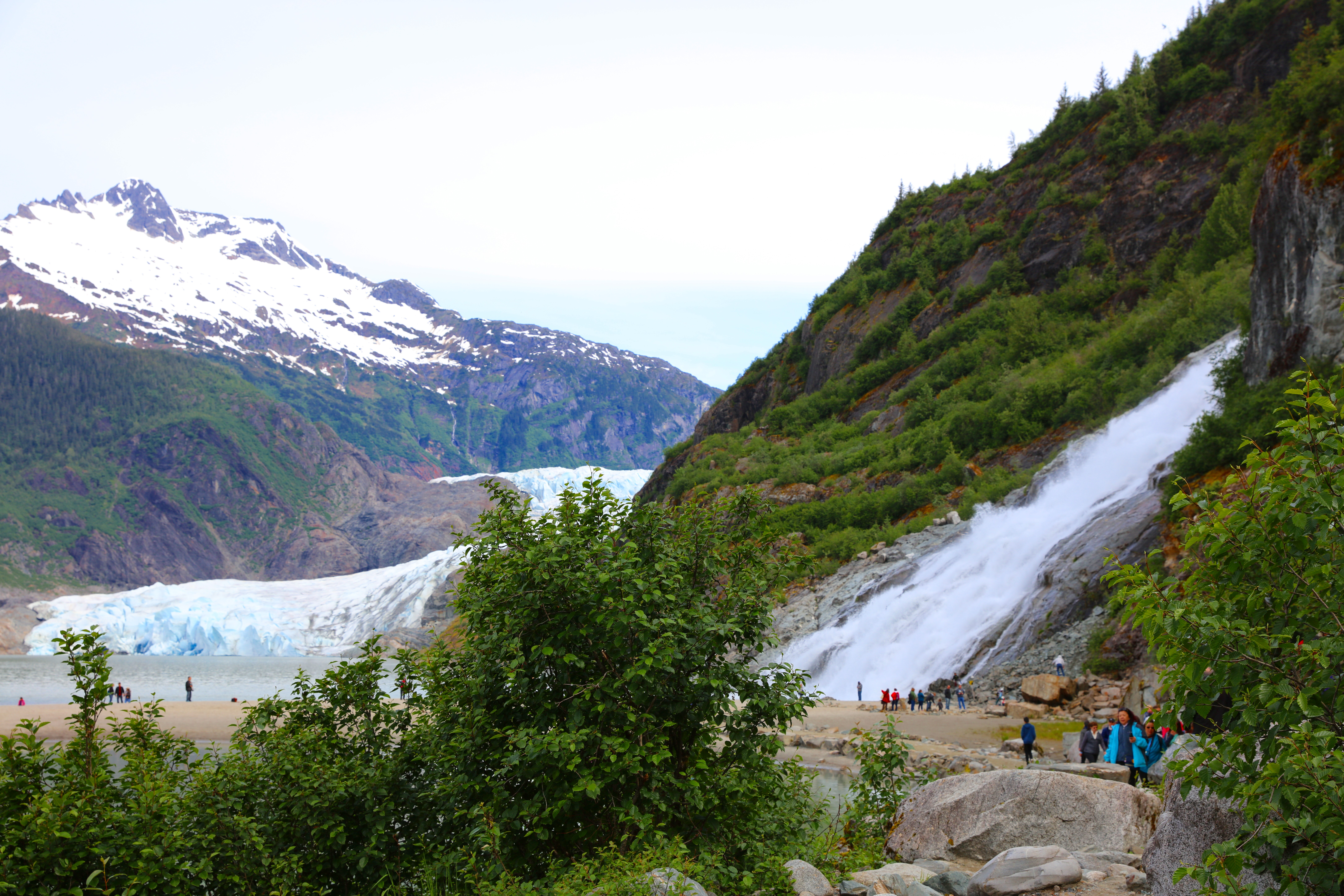

## Nugget Creek
Il "Nugget Creek" alimentato dall'omonimo ghiacciaio nasce sui monti a est di Juneau. Il suo bacino ha circa 4,8 km di lunghezza con diversi tributari dalla gole circostanti. Le sorgenti nascono da rocce di tipo intrusivo.